# Thunder and Lightning
„Thunder and Lightning” (engleză pentru Tunet și fulger) este o melodie compusă de Edin-Dino Šaran, Ulvija Tanović și Vukašin Brajić și interpretată de Brajić în limba engleză. A reprezentat Bosnia și Herțegovina la Concursul Muzical Eurovision 2010.
Melodia a fost selectată de televiziunea BHRT din 80–100 de cântece înscrise. Brajić a fost anunțat ca reprezentant al Bosniei și Herțegovinei pe 11 ianuarie, iar cântecul a fost prezentat pe 14 martie 2010.
Inițial în bosniacă, s-a dezvăluit că melodia va fi cântată în engleză.